# Мармурова бухта (Севастополь)
Мармуро́ва бу́хта (бухта Луна) — вигин берега Чорного моря, знаходиться на відстані 2,5 км на Схід від мису Фіолент. Це частина Мармурової балки, яка починається від підніжжя Кая-Башської гряди. Балка отримала свою назву внаслідок видобутку рожевого вапняку, схожого на мармур. Від назви балки походить і назва бухти.
З 7 вересня 2023 року місцевість передана до Бахчисарайського району Автономної Республіки Крим.